# Velké Hydčice
Velké Hydčice é uma comuna checa localizada na região de Plzeň, distrito de Klatovy.